# برون‌کافتگان
برون‌کافتگان (به انگلیسی: Excavate) یک گروه بسیار بزرگ از جانداران تک‌یاخته‌ای متعلق به دامنه یوکاریوتها است. این گروه نخستین بار در سال ۱۹۹۹ توسط سیمپسون و پترسون پیشنهاد شد و به عنوان یک طبقهٔ مشخص در سال ۲۰۰۲ توسط توماس کاوالیر-اسمیت معرفی شد. این گروه شامل گونه‌هایی مختلف از جانداران آزادزیست و مستقل، گونه‌های همزیست و تعدادی گونه‌های بیماری‌زا مانند ژیاردیا لامبلیا می‌باشد.
در گذشته تقسیم‌بندی‌های مختلفی وجود داشت از جمله دوتاژکان به گروه‌های برون‌کافتگان Excavata، باستان‌گیاهیان (Archaeplastida؛ گیاهان و جلبکها) و هکروبیا (هکروبیا) و SAR supergroup = ناجورتاژکان + حبابچه‌داران + ریزاریا تقسیم می‌شدند. در یک تقسیم‌بندی دیگر آغازیان به چهار گروه عمده برون‌کافتگان (Excavata)، ریزاریا (Rhizaria)، تک‌تاژکان (Unikonta) و باستان‌گیاهیان (Archaeplastida) تقسیم شده‌اند.

## طبقه‌بندی
اکسکاواتاها به شش زیرگروه تقسیم می‌شوند:
| سرشاخه             | شاخه/رده                   | سرده‌های نماینده              | توصیف                                                                                            |
| ------------------ | -------------------------- | ---------------------------- | ------------------------------------------------------------------------------------------------ |
| برون‌کافتگان or JEH | Euglenozoa                 | مانند Euglena, تریپانوزوما   | Many important parasites, one large group with plastids (chloroplasts)                           |
| برون‌کافتگان or JEH | Heterolobosea (Percolozoa) | مانند ناگلریا, Acrasis       | Most alternate between flagellate and amoeboid forms                                             |
| برون‌کافتگان or JEH | Jakobea                    | مانند Jakoba, Reclinomonas   | Free-living, sometimes loricate flagellates, with very gene-rich mitochondrial genomes           |
| متامونادا or POD   | Preaxostyla                | مانند Oxymonads, Trimastix   | Amitochondriate flagellates, either free-living (Trimastix) or living in the hindguts of insects |
| متامونادا or POD   | Fornicata                  | مانند ژیاردیا, Carpediemonas | Amitochondriate, mostly symbiotes and parasites of animals.                                      |
| متامونادا or POD   | Parabasalia                | مانند تریکوموناس             | Amitochondriate flagellates, generally intestinal commensals of insects. Some human pathogens.   |